# 'Aïn el Hammam
'Aïn el Hammam är en ort i Algeriet.   Den ligger i provinsen Tizi Ouzou, i den norra delen av landet, 110 km öster om huvudstaden Alger. 'Aïn el Hammam ligger 841 meter över havet och antalet invånare är 28 029.
Terrängen runt 'Aïn el Hammam är huvudsakligen kuperad, men söderut är den bergig.  Runt 'Aïn el Hammam är det tätbefolkat, med 383 invånare per kvadratkilometer. Närmaste större samhälle är L'Arbaa Naït Irathen, 12,1 km nordväst om 'Aïn el Hammam. 